# Diana Gonzaga
Diana Gonzaga (1645 – 1730) è stata una nobile italiana.
Ultima discendente del ramo secondario dei "Gonzaga di Calabria Citra".

## Biografia
Era figlia di Giuseppe Gonzaga, della linea Gonzaga di Novellara e Bagnolo e di Ottavia Ricci.
Ultima discendente di Carlo Gonzaga (1484-1518)  detto il Creacolo, figlio naturale di Francesco I del ramo dei Gonzaga di Novellara e Bagnolo, (discendente da Feltrino Gonzaga, Signore di Reggio e figlio di Luigi, primo Signore di Mantova) sposò il 16 aprile 1666 Andrea Catalano (?-1715), duca di Cirella e Majerà, che da allora si chiameranno Catalano Gonzaga.
Diana Gonzaga non va confusa con Diana Campolongo Gonzaga, che sposò Andrea Gonzaga (1580?-1640), barone di Joggi, della stessa linea familiare.